# Winthrop (Arkansas)
Winthrop é uma cidade localizada no estado americano de Arkansas, no Condado de Little River.

## Demografia
Segundo o censo americano de 2000, a sua população era de 186 habitantes.
Em 2006, foi estimada uma população de 180, um decréscimo de 6 (-3.2%).

## Geografia
De acordo com o United States Census Bureau, a localidade tem uma área de 2,8 km², sem área coberta por água. Winthrop localiza-se a aproximadamente 102 m acima do nível do mar.

## Localidades na vizinhança
O diagrama seguinte representa as localidades num raio de 24 km ao redor de Winthrop.